# Inverness (Québec)
Pour les articles homonymes, voir Inverness.
Inverness est une municipalité du Québec située dans la municipalité régionale de comté de L’Érable et la région administrative du Centre-du-Québec. La particularité de cette municipalité est son musée du bronze, et son festival du bœuf au début de l’automne.

## Histoire
Les premiers colons arrivent dans la région dès 1829. Le nom d’Inverness est attribué par ceux-ci de par la ressemblance du relief avec celui de la ville du même nom, en Écosse. La municipalité de canton d’Inverness est officiellement érigée en 1845. Elle perd ce statut en 1847, puis le récupère en 1855. Sous l’impulsion de l’immigration canadienne-française dès les années 1850, Inverness devient le chef-lieu du comté de Mégantic.
La provenance des immigrants étant très diverse, plusieurs confessions y sont présentes à cette époque ; les presbytériens dès 1840, les anglicans dès 1860 (chapelle de St. Stephen’s) et les catholiques dès 1886 (paroisse de Saint-Athanase).
Après une scission administrative d’une partie du canton comme municipalité de village d’Inverness en 1900, les deux municipalités sont de nouveaux réunies en 1998.

## Géographie
La rivière Bécancour délimite le sud-ouest de la municipalité puis la traverse en coulant vers le nord-est et en délimite le nord-est.
La rivière McKenzie longe la limite sud-ouest de la municipalité vers le sud-est jusqu'à sa confluence avec la rivière Bécancour.
À partir de son crénon au nord-ouest de l'agglomération, la rivière Noire coule vers le nord-ouest. 
La rivière Osgood traverse la pointe sud-est de la municipalité en coulant vers le nord.

## Démographie
| 1861  | 1871  | 1881  | 1891  | 1901  | 1911  | 1921  | 1931  |
| ----- | ----- | ----- | ----- | ----- | ----- | ----- | ----- |
| 2 481 | 2 741 | 2 026 | 1 700 | 1 542 | 1 579 | 1 541 | 1 460 |

| 1941  | 1951  | 1956  | 1961  | 1966  | 1971  | 1976  | 1981  |
| ----- | ----- | ----- | ----- | ----- | ----- | ----- | ----- |
| 1 578 | 1 275 | 1 280 | 1 185 | 1 165 | 1 086 | 1 028 | 1 009 |

| 1986 | 1991 | 1996 | 2001 | 2006 | 2011 | 2016 | 2021 |
| ---- | ---- | ---- | ---- | ---- | ---- | ---- | ---- |
| 940  | 850  | 855  | 847  | 838  | 822  | 899  | 910  |

## Administration
Les élections municipales se font en bloc pour le maire et les six conseillers.
| Inverness Maires depuis 2002                                                                                         |                    |         |          |
| Élection | Maire              | Qualité | Résultat |
| 2002 | Gilles St-Pierre   |         | Voir     |
| 2005 | Gilles St-Pierre   | Voir    |          |
| 2009 | Gilles St-Pierre   | Voir    |          |
| 2013 | Michel Berthiaume  |         | Voir     |
| 2017 | Yves Boissonneault |         | Voir     |
| 2021 | Gervais Pellerin   |         | Voir     |
| Élection partielle en italique Depuis 2005, les élections sont simultanées dans toutes les municipalités québécoises |                    |         |          |

## Personnalités
La chanteuse Manon d’Inverness est native de la ville.

## Folklore

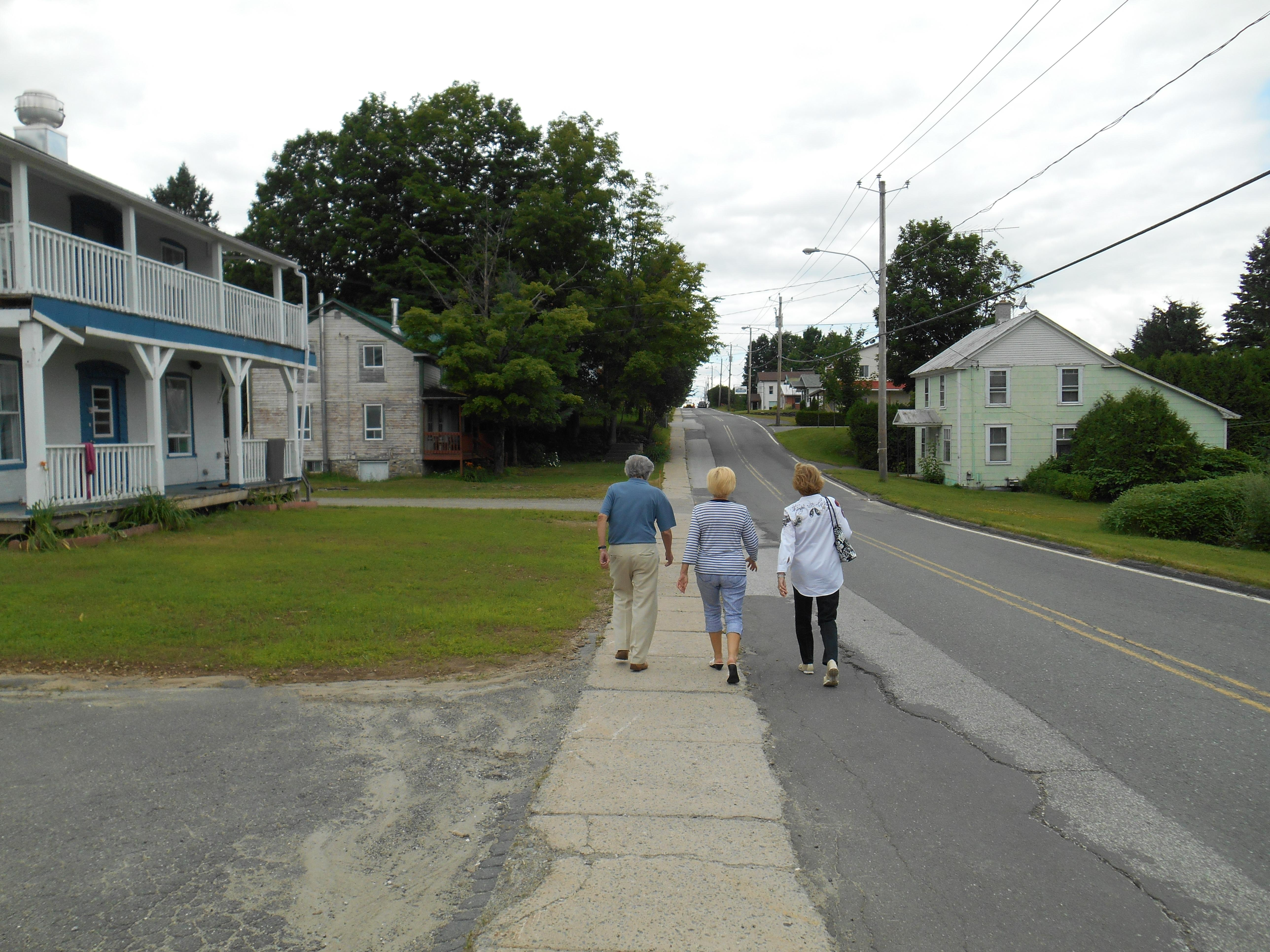
Rue Dublin

Le festival du bœuf d’Inverness fut créé en 1981. Il s’y déroule des activités familiales, des rodéos ainsi que des soirées musicales.
Au tournant des années soixante-dix, des jeunes urbains viennent s’installer à Inverness. Ils semblent tous se connaître, ce qui intrigue la population locale. On les appellera les Youks. L’appellation a une origine incertaine. Les anglophones disent d’eux qu’ils sont « accrochés sociaux » (Young Hooked) d’autres parlent d’une contraction de « on ne sait pas d’you qu’y viennent, ni d’you qu’y vont ». Depuis ce temps, ces jeunes néo-ruraux ont fondé une famille et leurs enfants et petits-enfants se sont intégrés à Inverness.

## Musée du bronze
Une fonderie d'art se trouve à Inverness et il est possible de visiter le musée.

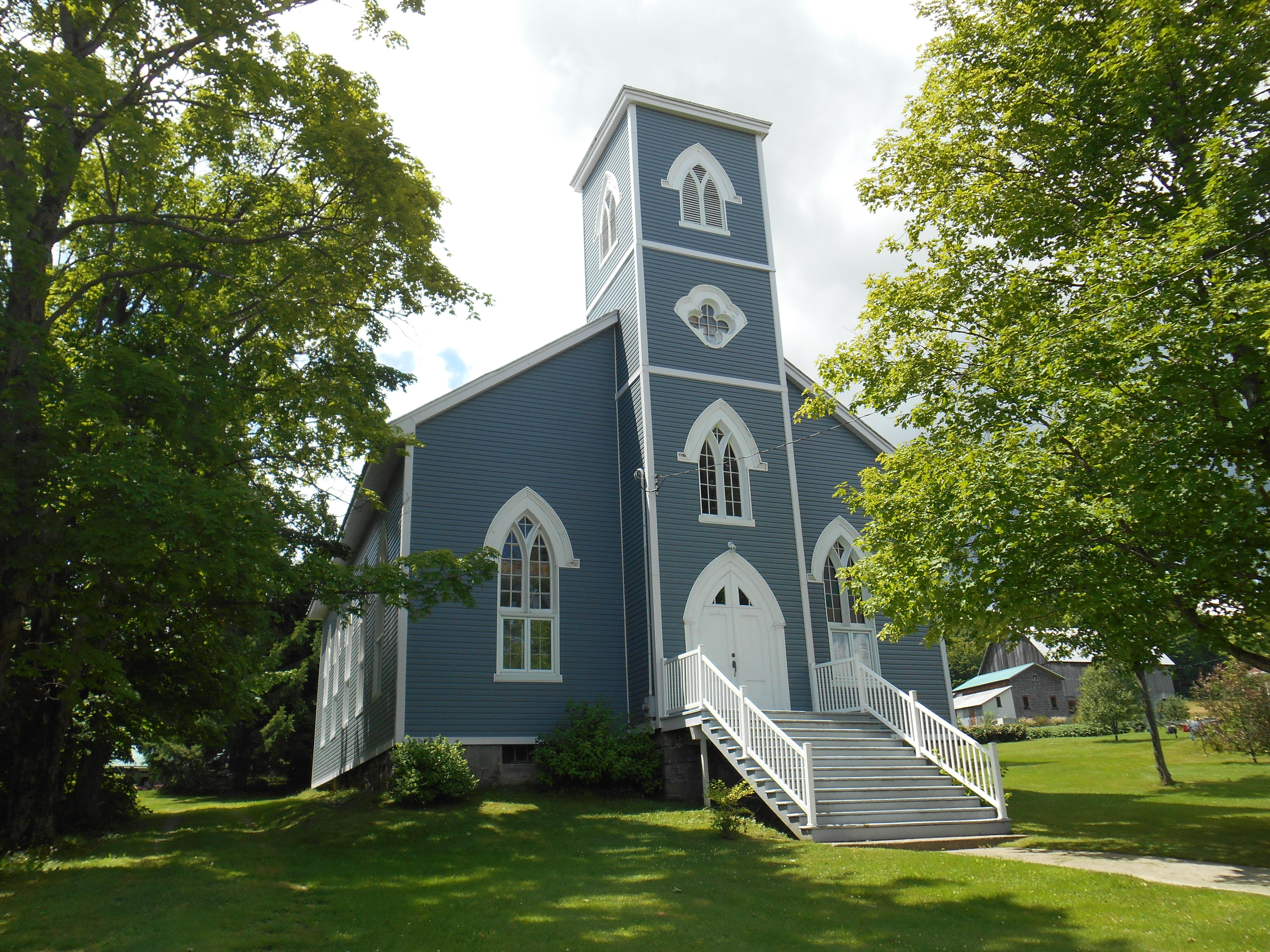
Église St-Andrew